# Pay what you want
Pay what you want（PWYW，可译“随你付”）是买家按所望付费——有时也含免费——的定价策略。商品或设最低价和/或指导建议价，买家也能出更高价购买。
运用“随你付”定价策略在营销实践中的案例最早是在2007年10-12月间英国乐队电台司令采用该定价方式在网络上销售其音乐专辑。研究表明，这种定价策略可以增加公司的营业额和利润，能够提高顾客的重复购买率和赢得消费者良好的口碑。
PWYW的定价方式还可以具备促销作用。以独特的定价方法吸引消费者的关注，同时以消费者参与式定价的方式提高消费者对品牌的好感度。